# Premna rotundifolia
Premna rotundifolia là một loài thực vật có hoa trong họ Hoa môi. Loài này được Koord. & Valeton miêu tả khoa học đầu tiên năm 1900.